# ویکتور اونامونو
ویکتور اونامونو (انگلیسی: Víctor Unamuno; ۲۱ مهٔ ۱۹۰۹ – ۲۰ مهٔ ۱۹۸۸) بازیکن فوتبال اهل اسپانیا بود.
از باشگاه‌هایی که در آن بازی کرده‌است می‌توان به باشگاه فوتبال اتلتیک بیلبائو، و باشگاه فوتبال رئال بتیس، باشگاه فوتبال اتلتیک بیلبائو، و باشگاه فوتبال دپورتیوو آلاوس اشاره کرد.